# Farrochi Sistani
Farrochi Sistani, pers. فرخی سیستانی (albo: Farruchi) (pełne imię: Abol Hasan Ali-e Dżulugh Farrochi Sistani) (ur. ? – zm. ok. 1037-1038/429) – perski poeta liryczny działający na dworze Ghaznawidów.
Według Nezamiego Aruziego, który jest głównym źródłem wiadomości o jego wczesnym życiu, był synem Dżulugha, niewolnego żołnierza (gholama) w służbie rządzącego Sistanem Chalafa-e Ahmada (963/352 – 1003/393) z rodu Saffarydów. Bardzo szybko miał ujawnić swój talent muzyczny i poetycki oraz znaleźć zatrudnienie u miejscowego dehkana, który jednak odmówił jego prośbie o podwyższenie wynagrodzenia w związku z zamierzonym małżeństwem. Po tym wydarzeniu Farrochi udał się do rządzącego Czaghanianem Abol Mozaffara Ahmada-e Mohammada (koniec X – początek XI w./koniec IV – początek V w.) z rodu Mohtadżydów. Nezami Aruzi szczegółowo opisuje okoliczności pojawienia się poety na nowym dworze i przytacza dwie kasydy, które miały mu zapewnić entuzjastyczne przyjęcie. Prawdopodobnie wydarzyło się to wiosną 1016/406 roku, i gdzieś pomiędzy jesienią a końcem tego roku Farrochi wstąpił na służbę Mahmuda z Ghazny (998/388 – 1030/421). Jedynym wiarygodnym źródłem na temat jego życia na ghaznawidzkim dworze są jego własne wiersze. Dowiadujemy się z nich że towarzyszył sułtanowi w jego kampaniach w Indiach, w tym m.in. wyprawie na Somnath w 1026/417 roku, której poświęcił jedną ze swoich najsłynniejszych kasyd, zawierającą także informacje cenne dla historyków. Pisał panegiryki w celu uczczenia sezonowych świąt, takich jak Nouruz czy Id al-Fitr, oraz ważnych wydarzeń z życia swoich patronów, takich jak narodziny dziecka, nominacja na urząd, budowa pałacu czy otrzymanie honorowej szaty, a także z okazji dworskich bankietów. Do tych wierszy okolicznościowych należy zaliczyć również elegię (marsiję) na śmierć Mahmuda z 1030/421 roku, "jeden z największych tego rodzaju wierszy napisanych kiedykolwiek w języku perskim". Spośród 214 kasyd przechowanych w jego dywanie 44 są dedykowane Mahmudowi, jednak jeszcze więcej, bo 46, jego synowi Mohammadowi (1030/421, 1041/432), a 39 bratu sułtana, Jusofowi. To właśnie Jusof oraz główny hadżib Ali Gharib-e Il Arslan stali za wyniesieniem Mohammada do władzy po śmierci Mahmuda, a zarówno treść, jak i adresaci kasyd Farrochiego nie pozostawiają wątpliwości, że był on blisko związany z ich stronnictwem. Ostatecznie w walce o władzę zwyciężył jednak drugi syn Mahmuda, Masud (1030/421 – 1041/432), i mimo że Farrochi w obliczu klęski jak najszybciej przeszedł na jego stronę to wydaje się, że nie cieszył się zbytnią łaską nowego sułtana, o czym świadczy choćby tylko dziesięć poświęconych mu kasyd. Najczęściej przyjmuje się, że zmarł w roku 1037-1038/429, jednak data ta ma oparcie dopiero w źródle dziewiętnastowiecznym. Niemniej jest jasne, że stało się to przed końcem panowania Masuda, ponieważ jest on ostatnim z ghaznawidzkich monarchów wymienionym w jego wierszach. Współczesny poeta Labibi w poświęconej mu elegii żali się na jego śmierć w młodym wieku, podczas gdy starszy od niego Onsuri nadal żyje.
Farrochi był jednym z cieszących się największym powodzeniem poetów dworskich w historii perskiej literatury. Podobnie jak Rudaki nie tylko pisał wiersze, ale także grał na harfie (czang) i lutni (barbata), będąc mistrzem śpiewu i recytacji. Jego wiersze generalnie cechują się prostotą i jasnością stylu, chociaż potrafił także popisywać się umiejętnością stosowania różnego rodzaju środków retorycznych. Wstępy (nasiby) do jego kasyd są świadectwem jego "wielkich umiejętności w zakresie wierszy anakreontycznych i poezji natury". Idealne krajobrazy i ogrody w jego poezji są często powiązane z tematami miłosnymi, na przykład dzięki opisywaniu uczuć poprzez wiązanie ich ze zmianami pór roku. Często ukochanym jest u niego niewolny żołnierz (gholam), w szczególności tureckiego pochodzenia. Odegrał on istotną rolę w rozwinięciu tej ważnej w perskiej poezji miłosnej konwencji. Musiał być autorem wielu ghazali, ponieważ często wspomina je w innych swoich wierszach, jednak poza jednym wyjątkiem żaden z nich się nie zachował. Oprócz kasyd zachowała się natomiast także niewielka liczba jego rubajjatów, "fragmentów" (gheta) i trzy poematy stroficzne. W krótszych formach jego poezja cechuje się świeżością i spontanicznością uczucia, oraz ironią i subtelnością czasami przemieniającą "fragmenty" w doskonałe epigramaty. W sumie zachowało się około 9 tysięcy dystychów Farrochiego. Farrochi wywarł ogromny wpływ przede wszystkim na sztukę pisania kasydy. Wraz ze zmniejszaniem się znaczenia tego gatunku od XIII wieku jego oddziaływanie zaczęło maleć, także dlatego iż jego poezja "mogła się wydawać mało wyrafinowana dla współczesnych Hafeza". Zainteresowanie nią odżyło w epoce Kadżarów, kiedy stała się jednym z głównych modeli tworzonej wówczas poezji neoklasycznej. Z kolei jego elegia na śmierć Mahmuda ustanowiła wzorzec dla kolejnych tego rodzaju wierszy w języku perskim i jej wpływ możemy odnaleźć jeszcze w utworze na śmierć Lenina napisanym przez komunistycznego poetę Lahutiego.